# ヴァンデンバーグ (バンド)
ヴァンデンバーグ（Vandenberg）は、1981年にエイドリアン・ヴァンデンバーグがオランダで結成したハードロック・バンド。3枚のアルバムをリリースし1986年に解散したが、2020年に35年ぶりのアルバムを発表し活動再開。

## 来歴
オランダのティーザーというバンドでギターを弾いていたエイドリアン・ヴァンデンバーグは1981年にシン・リジィのギタリストのオーディションを受けるも落選、またホワイトスネイクのオーディションも落選するも、ソングライターとして評価された。
1982年にエイドリアン・ヴァンデンバーグによって結成されたヴァンデンバーグはアメリカのアトコ・レコードと契約しファースト・アルバム『ネザーランドの神話』をセルフ・プロデュースによりリリース。1983年にシングルカットされた「Burning Heart」がビルボードシングル・チャート39位を記録するヒットとなり、アルバムもBillboard 200で65位を記録、上々の滑り出しとなった。
セカンド・アルバム『誘惑の炎』はアメリカでは成功せず、Billboard 200では最高169位に終わるが、日本ではプロモーション公演を行うなど美形ギタリストとして人気があった。
1985年にリリースしたサード・アルバム『アリバイ』はプロデューサーにゴールデン・イヤリングのドラマーとしても知られるオランダ人のJaap Eggermontを起用したが、世界的なセールスは乏しくボーカリストのバート・ヒーリンクが脱退。新しいボーカリストを加えて活動するもレコーディングの契約を結ぶに至らず、1987年にエイドリアン・ヴァンデンバーグはデイヴィッド・カヴァデールにホワイトスネイクへの参加を打診され、バンドを解散する。
ホワイトスネイクに在籍中にはギタリストとしてライブ活動を行う他、カヴァデールとの共作曲を残しているが、1989年のアルバム『スリップ・オブ・ザ・タング』のレコーディング・リハーサル中に不運にも腕を麻痺(腱鞘炎が原因と言われる)してしまい、録音には参加していない。代理に参加したのがスティーヴ・ヴァイであるが、回復後のワールドツアーにはエイドリアンとスティーヴのツインギターが実現している。再活動の1997年のアルバム『レストレス・ハート』ではソング・ライティングとギタリストとして作品を残している。
ホワイトスネイク活動休止中の1993年には、同じくホワイトスネイクに在籍していたベーシストのルディ・サーゾ、ドラマーのトミー・アルドリッジ、そして当時解散していたリトル・シーザーのシンガーだった、ロン・ヤングの3人とマニック・エデンというバンドを結成し、アルバムを制作しているが、セールス的成功は収めていない。その後、エイドリアン自身が体調を崩したこともあり、音楽ビジネスからは遠ざかってしまうことになる。
1990年代の末頃からは、エアブラシのアーティストとして活動を開始しており、音楽の活動は時折行っている。ヴァンデンバーグの作品もすべて本人がアートワークを手掛けている。
2013年、エイドリアンはオランダの若手ミュージシャンと共にヴァンデンバーグズ・ムーンキングスを結成したことを発表し、2014年に発売されたアルバム『ヴァンデンバーグズ・ムーンキングス』には、デイヴィッド・カヴァデールをゲストに迎えた「セイリング・シップス」（ホワイトスネイク時代の曲のセルフ・カヴァー）が収録された。
2020年1月、ギタリストのエイドリアン・ヴァンデンバーグは、元レインボーのボーカリストであるロニー・ロメロのボーカル、ルディ・サーゾのベース、ブライアン・ティッシーのドラムをフィーチャーした、まったく新しいラインナップと新しいアルバムに、ヴァンデンバーグの名前が再び使用されると発表した。同年3月26日、35年ぶりとなる『2020』というタイトルのスタジオ・アルバムをリリースすることが発表された。ボブ・マーレットがプロデュースを手掛け、ルディ・サーゾ、ブライアン・ティッシーをゲストミュージシャンとして迎えている。
2021年10月、ロニー・ロメロに代わる新ボーカリストとして、マッツ・レヴィン（イングヴェイ・マルムスティーン、キャンドルマス等）を迎えたことを発表。11月には新ラインナップでの初ライブとなる『PLANET ROCKSTOCKフェスティヴァル』へ出演。
2023年8月25日には、前作から3年ぶり、マッツ・レヴィン加入後では初となるアルバム『SIN』を世界同時発売。

## メンバー
- エイドリアン・ヴァンデンバーグ (Adrian Vandenberg)  - ギター
- マッツ・レヴィン (Mats Levén) - ボーカル
- ランディ・ファン・デル・エルセン (Randy van der Elsen) - ベース
- コーエン・ヘルフスト (Koen Herfst) - ドラム

### 旧メンバー
- バート・ヒーリンク (Bert Heerink：オランダ語の発音ではベルト・ヘーリンクに近い) - ボーカル
- ディック・ケンパー (Dick Kemper) - ベース
- ジョス・ズーマー (Jos Zoomer：オランダ語の発音ではヨス・ゾーマーに近い) - ドラム
- ロニー・ロメロ (Ronnie Romero) - ボーカル

## ディスコグラフィ

### スタジオ・アルバム
- 『ネザーランドの神話』 - Vandenberg (1982年)
- 『誘惑の炎』 - Heading for Storm (1983年)
- 『アリバイ』 - Alibi (1985年)
- 『2020』 - 2020 (2020年)[9]
- 『SIN』 - Sin (2023年)

### コンピレーション・アルバム
- 『ベスト・オブ・ヴァンデンバーグ』 - The Best Of Vandenberg (1988年)
- The Definitive Vandenberg (2004年)

### ボックスセット
- THE COMPLETE ATCO RECORDINGS 1982-2004（2021年）- 1st～3rdアルバムとレア＆ライヴ音源集『Rarities & Live Tracks (1982-2004)』を収めたボックスセット[10]。

### 映像作品
- Live In Japan (2005年) ※DVD